# Akodon boliviensis
Akodon boliviensis är en däggdjursart som beskrevs av Meyen 1833. Akodon boliviensis ingår i släktet fältmöss, och familjen hamsterartade gnagare. IUCN kategoriserar arten globalt som livskraftig. Inga underarter finns listade i Catalogue of Life.
Denna fältmus förekommer i Anderna i södra Peru och i Bolivia samt i angränsande områden av Argentina och Chile. Arten vistas mellan 3000 och 5000 meter över havet. Habitatet utgörs av gräsmarker, buskskogar och odlad mark. Individerna vilar i jordhålor.